# Villa Zonnehoek
Villa Zonnehoek is een gemeentelijk monument in de Nederlandse stad Rotterdam, gelegen aan de Honingerdijk in het oosten van de wijk Kralingen.

## Vroegste tijd
Vanaf de 17de eeuw schiepen vooral vermogende Rotterdammers in Kralingen buitenhuizen en tuinen. Hendrik Wachter koopt in 1813 het kleine buiten Maassigt van zijn schoonfamilie Wachter. Geleidelijk aan verwerft hij de weilanden en de binnendijkse grienden die tegen de Hoogen Zeedijk aanliggen. In 1825 krijgt hij toestemming om onder aan de zeedijk een eigen buiten neer te zetten, dat hij Zomerlust noemt. Achter het huis ontstaat in de loop van de jaren een park in Engelse landschapstijl. 
Hendrik Wachter besluit in 1814 zijn Kralingse bezit te verkleinen en verkoopt Zomerlust aan de bierbrouwer Pieter Hendrik Tromp. In 1848 koopt Tromp uit de boedel van buitenplaats Vredenoord het aangrenzende 'Bosch' dat precies de oude buitenplaats Trompenburg omvat. Na verloop van tijd laat hij de naam Zomerlust vervallen en noemt zijn hele landgoed Trompenburg. De belangrijkste reden hiervoor was dat Trompenburg ouder was dan Zomerlust en dus meer cachet had. 
Bij de verkoop in 1852 wordt het landgoed weer gesplitst. Het 'Bosch' wordt verkocht aan William Cotton Laming koopman te Kralingen en het zuidelijk ervan gelegen huis Trompenburg wordt verkocht aan James Smith cargadoor te Kralingen. James koopt in 1861 het 'Bosch' van de weduwe Laming en verenigt zo het oude en het nieuwe Trompenburg.

## Ontstaan
In 1867 werden tuinarchitecten Jan David Zocher en Louis Paul Zocher geconsulteerd om tot een plan voor het gehele landgoed te komen. Na een verbouwing van villa Zomerlust in 1869 woont James Smith permanent op het landgoed en heeft hij zijn huis in de stad verkocht. In 1890 geeft James opdracht om op het landgoed villa Zonnehoek te bouwen voor zijn zoon William. Architect A. van Ameyden van Duym maakt het ontwerp van de villa in een rijke eclectische vormentaal. 
In 1914 ontwerpt architect Michiel Brinkman een uitbreiding rechtsvoor de villa. De uitbouw over drie lagen, met een grote erkerkamer met halfrond front op de bel-etage, wordt in harmonie met het bestaande vormgegeven. Hierbij werd de gevel aan de Essenweg niet meer als voorgevel beschouwd, maar de gevel rechts ervan, gelegen aan de zijde van de Honingerdijk. Aan die zijde bevond zich voordien al de hoofdentree, maar de gevel werd nadrukkelijker gemaakt door het toegevoegde bouwvolume. Michiel Brinkman (1873-1925) wordt regelmatig verward met zijn zoon Jan Brinkman. De zoon is de beroemd geworden functionalist en modernist. Die zette samen met Leendert van der Vlugt vanaf 1925 het bureau van zijn vader Michiel voort. Michiel Brinkman had, vooral in Rotterdamse regio, een bloeiende ontwerppraktijk en was zowel typologisch als stilistisch veelzijdig.

## Bewoners
- 1890 - 1945 familie Smit, later familie Hoey Smith
- 1945 - 1956 onbekend
- 1956 - 1996 tehuis voor kinderen en jongeren
- 1996 - 2018 particulier bezit
- 2018 - heden particulier bezit

In 1956 wordt de villa een tehuis voor kinderen en jongeren. De functiewijziging gaat gepaard met een stevige transformatie, met name van de interieurs. Later is de villa in gebruik ten behoeve van begeleid wonen van jongvolwassenen.
Een uit 1982 bewaarde set tekeningen getuigt van een voorgenomen verbouwing naar plannen van Ontwerpburo Eric Bakema. Het heeft er alle schijn van dat de plannen niet conform tekeningen zijn uitgevoerd en dat een meer bescheiden verbouwing en herinrichting hebben plaatsgevonden. Rond de eeuwwisseling heeft de villa weer een woonbestemming, zoals ruim een eeuw eerder bij de nieuwbouw bedoeld. De nieuwe eigenaar renoveert het huis, waarbij eigentijdse wooneisen en van elders aangekochte interieuronderdelen worden gecombineerd met wat inmiddels van de vooroorlogse toestand resteert. De indeling en aankleding uit de tehuis-periode worden zoveel mogelijk opgeruimd.
In 2018/2019 werd Villa Zonnehoek ingrijpend gemoderniseerd waarbij vele historische details zoals de plafonds met ornamenten en sierlijsten, houten vloeren en glas-in-loodramen verwijderd zijn. Vraagprijs na de verbouwing: 7 miljoen euro.

## Gemeentelijk monument
Villa Zonnehoek is sinds 2006 een gemeentelijk monument (nr. E-145). Het uit 1890 daterende pand is van belang vanwege cultuur- en architectuurhistorische waarde als kenmerkend voorbeeld van een laat-negentiende-eeuwse villa voor de gegoede stand in neorenaissance stijl vormgegeven. Tevens is het van belang wegens de ensemblewaarde als beeldbepalend onderdeel van de villabebouwing aan de Honingerdijk en Essenweg.

## Arboretum
Naast het ondernemen van de rederij en het cargadoorsbedrijf, weet James Smith door zijn verzameling bomen en het aanleggen van het arboretum, Trompenburg op de internationale dendrologische kaart te zetten. De familie gaat later Van Hoey Smith heten. James Richard Pennington van Hoey Smith (1921-2010) vervolmaakt samen met zijn vrouw Riet Trouw het park en houdt het arboretum tot 1958 in particuliere handen. In 1958 besluit hij het geheel onder te brengen in een stichting en wordt het Arboretum Trompenburg voorzichtig voor publiek opengesteld. De familie Van Hoey Smith speelt op meerdere terreinen een belangrijke rol in Rotterdam.